# Isaach de Bankolé
Pour l’article homonyme, voir Bankolé.
Zachari Bankolé, dit Isaach de Bankolé ou Isaac de Bankolé, est un acteur ivoirien et béninois, né le 12 août 1957 à Abidjan en Côte d'Ivoire.

## Biographie

### Jeunesse et formation
Isaach de Bankolé, né le 12 août 1957, à Abidjan, dans le District autonome d'Abidjan, est un des 17 enfants, de parents originaires de Porto-Novo au Dahomey qui ont émigré en Côte d'Ivoire. Ses grands-parents sont originaires du Nigeria. Il grandit dans le quartier de Treichville, où il fréquente l’école Dupont et le collège d’orientation, puis au lycée classique d'Abidjan à Cocody,. En 1975, il arrive à Paris,, où il entreprend une maîtrise de mathématiques,,.
À la fin des années 1970, il rencontre Gérard Vergez qui est en pleine préparation du téléfilm Vendredi ou la Vie sauvage, qu'il tournera en anglais. Celui-ci l'appelle pour doubler la voix de Gene Anthony Ray et lui conseille de prendre des cours d'art dramatique : « Gérard m'a donné une liste de cours d'art dramatique et m'a suggéré d'y aller. Je me suis inscrit au cours Simon où je suis resté un an et demi. Je n'avais jamais songé sérieusement à devenir acteur »,,.

### Carrière
En 1984, il apparaît dans le long métrage L'Addition de Denis Amar, où il interprète Bill (mais son nom n'est pas mentionné au générique), puis dans Comment draguer tous les mecs de Jean-Paul Feuillebois et dans L’Arbalète de Sergio Gobbi.
En 1986, il décroche son premier grand rôle, aux côtés de Jacques Villeret, dans le long métrage Black Mic-Mac de Thomas Gilou, — qui représente un succès commercial avec plus de 800 000 entrées en France. Il obtient pour cela le César du meilleur espoir masculin en 1987.
En 1987, il joue dans la pièce de théâtre Dans la solitude des champs de coton de Bernard-Marie Koltès, mise en scène par Patrice Chéreau, à laquelle assiste la réalisatrice Claire Denis,. Elle lui propose alors le rôle de Protée, pour son film dramatique Chocolat (1988) : « J'ai adoré faire ce film. Et pourtant quand on m'a parlé du sujet, j'ai hésité avant d'accepter. Je refusais de me prêter à un autre film sur la colonisation. (…) À la lecture du scénario, j'ai été emballé : Claire laissait les personnages s'exprimer chacun à sa manière, l'un par le silence l'autre par la parole ». La même année, il se joint à Josiane Balasko pour interpréter l'inspecteur Blaise Lacroix dans Les Keufs, dont elle est scénariste, réalisatrice et actrice.
En 1988, en plein tournage de Chocolat, il tombe sur le réalisateur américain Jim Jarmusch,, qui voit en lui un formidable acteur et le réclame pour son prochain film Night on Earth (1991). Après l'avoir auditionné à New York, il lui donne le rôle du chauffeur, alors destiné à Gérard Depardieu.
En été 1989, dans une interview, il avoue qu'il commence à se lasser des rôles pauvres qu'on lui propose, « parce qu'avant d'être Noir, je suis comédien. Non pas parce que je ne veux plus être Noir, mais je fais ce métier comme tous les autres acteurs, c'est-à-dire que j'ai envie de jouer des personnages, pas seulement de me faufiler derrière l'étiquette du Noir de service. Le Noir, ce n'est pas seulement celui qui rigole, qui fait le dandy, le zouave. Ce qui ne veut pas dire que je refuse ce type de rôle ». Cette même année, pour la première fois, il part au Canada pour incarner Vieux dans la comédie satirique Comment faire l'amour avec un nègre sans se fatiguer de Jacques W. Benoît, adaptation du roman éponyme du Québécois d'origine haïtienne Dany Laferrière.
En 1990, il retrouve Claire Denispour son deuxième film S'en fout la mort.
En 1992, il endosse les costumes du sergent Barthélémy dans un épisode de la série télévisée américaine Les Aventures du jeune Indiana Jones (The Young Indiana Jones Chronicles), une coproduction Lucasfilm et Amblin Television en association avec Paramount Television.
En 1997, il s'installe à New York : « Je me disais que j'aurais plus de chance n'importe où ailleurs qu'en France. Il fallait que je m'en aille. » Il y rencontre des réalisateurs américains, même si « engager un Noir reste un risque, même pour les Américains. On vit dans un monde de Blancs, mais, aux Etats-Unis, ils aiment relever des défis, contrairement à la France ».
En 1999, il apparaît en glacier nommé Raymond, aux côtés de Forest Whitaker, dans Ghost Dog : La Voie du samouraï (Ghost Dog: The Way of the Samurai) de Jim Jarmusch.
En 2006, il est choisi pour le rôle de Steven Obanno, un terroriste ennemi de James Bond, dans le film d'espionnage Casino Royale de Martin Campbell.
En avril 2007, il est élevé au rang de Chevalier de la Légion d'honneur par la ministre de la culture, Christine Albanel pour ses 27 ans d'activités cinématographiques,, lors d'une cérémonie solennelle organisée sous les auspices de la République .
En 2008, il incarne le Premier ministre sangalais dans le téléfilm 24 heures chrono : Redemption (24: Redemption) de Jon Cassar, ainsi que dans la série 24 heures chrono (24),.

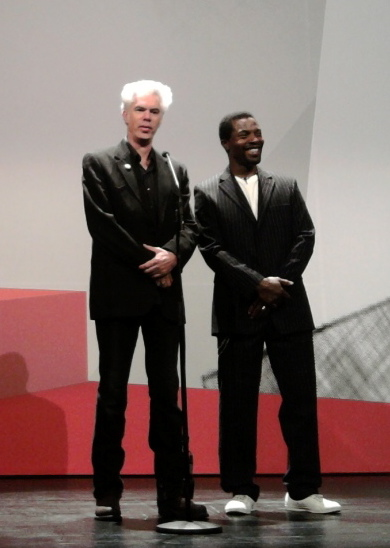
Isaach de Bankolé, avec Jim Jarmusch, en pleine promotion du film The Limits of Control au festival de Saint-Sébastien 2009.

En 2009, il tient le rôle principal, celui de l'homme solitaire, un assassin, dans le thriller dramatique The Limits of Control de Jim Jarmusch.
En 2013, il est, aux côtés de Danai Gurira, dans le rôle principal du film dramatique nigérian Mother of George d'Andrew Dosunmu, racontant l'histoire d'un couple nigérian fraichement marié à Brooklyn qui possède et gère un petit restaurant tout en luttant contre des problèmes de fertilité.
En 2015, il incarne Max Schlesinger, aux côtés de Vin Diesel, Rose Leslie, Elijah Wood et Michael Caine, dans le film fantastique Le Dernier Chasseur de sorcières (The Last Witch Hunter) de Breck Eisner.
En juin 2017, on apprend qu'il tient le rôle du chef de la tribu de la Rivière dans le film de super-héros Black Panther (2018) de Ryan Coogler,. Il reprendra ce rôle pour la suite Black Panther: Wakanda Forever (2022),,.
Le 28 septembre 2019, en marge du festival international du film black de Montréal, il est récipiendaire d'un prix d'excellence en reconnaissance de l'ensemble de son œuvre
En mars 2021, on apprend qu'il est choisi pour le rôle du monsieur 98, un Français originaire d'Afrique, dans la deuxième saison de la série télévisée historique Godfather of Harlem, créée par Chris Brancato et Paul Eckstein.

### Vie privée
En 2000, Isaach de Bankolé réside aux États-Unis.
En 2000, il se marie avec la chanteuse de jazz américaine Cassandra Wilson et divorce en 2003[réf. nécessaire] : ils restent voisins de palier à Harlem.

## Filmographie sélective

### Cinéma

#### Longs métrages
- 1984 : L'Addition de Denis Amar : Bill (non crédité)
- 1984 : Comment draguer tous les mecs de Jean-Paul Feuillebois : Honoré Clair
- 1984 : L’Arbalète de Sergio Gobbi : un « Blackie »
- 1986 : Black Mic-Mac de Thomas Gilou : Lemmy
- 1986 : Taxi Boy d'Alain Page : Touré
- 1986 : Noir et Blanc de Claire Devers (figurant)
- 1987 : Les Keufs de Josiane Balasko : l'inspecteur Blaise Lacroix
- 1988 : Chocolat de Claire Denis : Protée
- 1988 : Ada dans la jungle de Gérard Zingg : Bumbo
- 1989 : Comment faire l'amour avec un nègre sans se fatiguer de Jacques W. Benoît : Vieux
- 1989 : Vanille Fraise de Gérard Oury : Hippolyte N'Go
- 1990 : S'en fout la mort de Claire Denis : Dah
- 1991 : Night on Earth de Jim Jarmusch : le chauffeur de taxi parisien
- 1994 : Casa de Lava de Pedro Costa : Leão
- 1995 : The Keeper de Joe Brewster : Jean-Baptiste
- 1998 : La fille d'un soldat ne pleure jamais (A Soldier's Daughter Never Cries) de James Ivory : Mamadou
- 1999 : Otomo de Frieder Schlaich : Frederic Otomo
- 1999 : Ghost Dog : La Voie du samouraï (Ghost Dog: The Way of the Samurai) de Jim Jarmusch : Raymond, le glacier
- 1999 : Cherry de Jon Glascoe et Joseph Pierson
- 2000 : Battù de Cheick Oumar Sissoko : Saar
- 2001 : Taxis pour cible (3 A.M.) de Lee Davis : Angus
- 2003 : The Killing Zone de Joe Brewster : Malcolm
- 2004 : Homework de Kevin Asher Green : Jean
- 2004 : From Other Worlds de Barry Strugatz : Abraham
- 2005 : Manderlay de Lars von Trier : Timothy
- 2005 : La Porte des secrets (The Skeleton Key) de Iain Softley : le propriétaire créole de la station d'essence
- 2005 : Before It Had a Name de Giada Colagrande : le serveur
- 2005 : Stay de Marc Forster : le professeur
- 2006 : 5up 2down de Steven Kessler : le chasseur
- 2006 : Miami Vice : Deux Flics à Miami (Miami Vice) de Michael Mann : Neptune
- 2006 : Casino Royale de Martin Campbell : Steven Obanno
- 2007 : Le Scaphandre et le Papillon de Julian Schnabel : Laurent
- 2007 : The Fifth Patient d'Amir Mann : le capitaine Mugambe
- 2007 : Bataille à Seattle (Battle in Seattle) de Stuart Townsend : Abassi
- 2009 : The Limits of Control de Jim Jarmusch : l'homme solitaire
- 2009 : La Dérive douce d'un enfant de Petit-Goâve de Pedro Ruiz : le vieux os
- 2010 : White Material de Claire Denis : le boxeur
- 2011 : Oka! de Lavinia Currier : Bassoun
- 2012 : Désordres d'Étienne Faure : Vincent
- 2013 : Mother of George d'Andrew Dosunmu : Ayodele Balogun
- 2014 : Calvary de John Michael McDonagh : Simon
- 2014 : Run de Philippe Lacôte : Assa
- 2014 : Délibab de Szabolcs Hajdu : Francis
- 2014 : Where the Road Runs Out de Rudolf Buitendach : George
- 2015 : Le Dernier Chasseur de sorcières (The Last Witch Hunter) de Breck Eisner : Max Schlesinger
- 2017 : Double Play d'Ernest R. Dickerson : Ernesto
- 2017 : Norman de Joseph Cedar : Jacques
- 2017 : Embrasse-moi ! d'Océanerosemarie et Cyprien Vial : Bernard
- 2018 : Black Panther de Ryan Coogler : le chef de la tribu de la Rivière
- 2019 : Shaft de Tim Story : Gordito
- 2020 : French Exit d'Azazel Jacobs : Julius
- 2022 : Black Panther: Wakanda Forever de Ryan Coogler : le chef de la tribu de la Rivière
- 2022 : The People we Hate at the Wedding de Claire Scanlon : Henrique
- 2022 : Snakeeater de Tore Knos : Frank
- 2024 : The Brutalist de Brady Corbet : Gordon
- 2025 : Le Cri des gardes (The Fence) de Claire Denis : Alboury

#### Courts métrages
- 2010 : Getting High! de Messiah Rhodes : le chasseur
- 2021 : The Blind Seer of Coney Island de Vagabond Beaumont : le baron Saturday

### Télévision

#### Téléfilms
- 1993 : Au cœur des ténèbres (Heart of Darkness) de Nicolas Roeg : Mfumu
- 2005 : L'Évangile selon Aîmé d'André Chandelle : Aîmé
- 2008 : 24 heures chrono : Redemption (24: Redemption) de Jon Cassar : Ulé Matobo, premier Ministre Sangalais
- 2013 : The Ordained de R. J. Cutler : M. Obiku

#### Séries télévisées
- 1992 : Les Aventures du jeune Indiana Jones (The Young Indiana Jones Chronicles) : le sergent Barthélémy (saison 1, épisode 5 : German East Africa, December 1916)
- 2001 : Les Soprano (The Sopranos)[21] : Père Obosi (saison 3, épisode 12 : Amour fou)
- 2006 : The Unit : Commando d'élite (The Unit) : le général Togar(saison 2, épisode 5 : Force majeure)
- 2009 : 24 heures chrono (24) : Ulé Matobo, premier Ministre sangalais (6 épisodes)
- 2014 : FBI : Duo très spécial (White Collar) : Luc Renaud (2 épisodes)
- 2015 : The Good Wife : Larry Oliver (saison 7, épisode 8 : Restraint)
- 2019 : S.W.A.T. : Ayden Sayed (saison 3, épisode 10 : Monster)
- 2021-2023 : Godfather of Harlem : Monsieur 98 (9 épisodes)
- 2023 : Babyboss : Retour au berceau (The Boss Baby: Back in the Crib) : Sébastien Amadou (voix) (saison 2, épisode 1)

## Théâtre
- 1986 : Quai Ouest de Bernard-Marie Koltès, mise en scène Patrice Chéreau, Théâtre Nanterre-Amandiers : Abad
- 1987 : Dans la solitude des champs de coton de Bernard-Marie Koltès, mise en scène Patrice Chéreau, Théâtre Nanterre-Amandiers : le dealer
- 1988 : Le Retour au désert de Bernard-Marie Koltès, mise en scène Patrice Chéreau, Festival d'automne à Paris : Théâtre Renaud-Barrault
- 1989 : La Force d'aimer basé sur les sermons et la vie de Martin Luther King Junior, Théâtre Renaud-Barrault

## Distinctions

### Décoration
- Chevalier de la Légion d'honneur en 2007

### Récompense
- César 1987 : meilleur espoir masculin pour Black Mic-Mac

## Voix francophones
En version française, Isaach de Bankolé est doublé de manière sporadique par Frantz Confiac. Ce dernier est sa voix dans Miami Vice : Deux Flics à Miami, Casino Royale, Le Dernier Chasseur de sorcières, Shaft, S.W.A.T. ou encore dans The People We Hate at the Wedding (en).
Isaach de Bankolé est également doublé à deux reprises par Daniel Njo Lobé dans 24 Heures chrono et FBI : Duo très spécial, ainsi qu'à titre exceptionnel par Thierry Desroses dans Bataille à Seattle, Ériq Ebouaney dans The Limits of Control, Jean-Michel Martial dans Black Panther et Pascal Vilmen dans Instinct.